# Diagrama Ishikawa

Diagrama cauză-efect (Ishikawa), în franceză

Diagrama Ishikawa (denumită și diagrama cauze-efect sau diagrama în „os de pește”) a fost creată de Kaoru Ishikawa în 1943 și reprezintă grafic cauzele posibile ale unui efect dat. Diagrama este deseori utilizată în analiza proceselor industriale, mai ales în procesul de proiectare a produselor și în prevenirea defectelor de calitate. După dicționarul Business Dictionary definiția diagramei cauze-efect este următoarea: „este unul din cele 7 instrumente ale calității, care arată relația tuturor factorilor (cauzelor) care conduc la o situație dată (efect). Diagrama identifică [unele] cauze majore și le descompune în sub-cauze și sub-diviziuni ulterioare.” Este un instrument puternic care poate fi folosit ușor chiar de ne-specialiști pentru analiza și rezolvarea problemelor.

## Procedura de construire a diagramei
Diagrama cauze-efect evidențiază legătura (relația) dintre cauze sau factori de influență și un efect, de exemplu o caracteristică de calitate, defecte în procesul de producție, refuzuri, scăderea vânzărilor produsului, nivelul stocurilor, productivitate scăzută, modul de livrare etc.
Cele mai multe cauze posibile pot fi clasificate, după importanță, în cauze principale, cauze secundare, terțiare etc. pe diferite niveluri de importanță, astfel încât reprezentarea grafică seamănă cu „scheletul unui pește”, de unde provine și denumirea diagramă în „os de pește” (engleză fishbone diagram). Dacă se analizează cauzele variației unei caracteristici de calitate, considerată caracteristică efect, atunci factorii (cauzele) care influențează valorile acestei caracteristici includ: materialele, mașinile (utilaje), metodele de operare, muncitorii și mediul. Aceste cinci categorii de cauze formează „cei 5 M”. Conceptul 5M se folosește în fabricație. În aceste categorii de cauze („cei 5 M”) se includ: defecte la materiile prime sau materialele folosite, diferențe de reglare a mașinilor-unelte pe care se fac prelucrările prin așchiere, metode de organizare a execuției, greșeli de manoperă, mediul în care se desfășoară activitatea. Gruparea cauzelor în „cei 5 M” este specifică în analiza proceselor de fabricație. Ramurile diagramei sunt săgeți care indică relațiile dintre efectul considerat și factorii cauzali.
Procedura de construire a diagramei cauze-efect  include parcurgerea următoarelor etape:
1. Se definește efectul sau problema în discuție (dacă nu a fost deja definit) și se stabilește un titlu concis. Apoi titlul problemei în analiză se înscrie pe o coală de hârtie sau pe tablă.
2. Se înscrie caracteristica efect de examinat într-un dreptunghi în partea dreaptă a hârtiei, la capătul liniei principale. Se trasează  linia trunchi printr-o linie groasă.
3. Se clasifică și se înscriu factorii (cauzele) principali care influențează efectul. Cauzele principale (cei 5M) vor fi ramurile mari ale diagramei.
4. Se dezvoltă diagrama prin completarea cauzelor secundare, terțiare etc. În acest scop, pentru fiecare ramură mare se trasează subramuri medii (cauze secundare), mici (cauze terțiare) etc., pe baza sugestiilor participanților la analiza problemei.
5. Se selectează și se identifică un număr mic (3 până la 5) de cauze principale care sunt susceptibile să aibă influențe semnificative asupra efectului și care necesită acțiuni ulterioare, cum sunt colectarea datelor, eforturi pentru controlul procesului etc.
În cazul general, factorii cauzali care trebuie luați în considerare includ (SR ISO 9004-4 + A1:1998):
- sisteme de date și informații;
- mediu;
- echipamente;
- materiale;
- mijloace de măsurare;
- metode;
- personalul.

Aceste categorii de cauze constituie domenii de cauze sau familii de cauze.  Un domeniu de cauze (familie) nu este în sine o cauză însă poate conține mai multe cauze. Pentru a organiza cauzele, pentru a facilita găsirea principalelor domenii de cauze pentru un efect dat se poate folosi Diagrama afinităților.
Construirea unei diagrame cauze-efect este posibilă prin aplicarea tehnicii brainstorming asupra tuturor cauzelor posibile și apoi organizarea acestora în cauze principale, cauze de nivel 1 (secundare), de nivel 2 (terțiare) etc. Brainstormingul, desfășurat în grup, se poate considera ca o dezbatere de idei care constă în căutarea exploratorie a cauzelor care sunt la originea problemei analizate.
Trei niveluri de detaliere a cauzelor constituie de obicei limita practică pentru această diagramă.

## Tipuri de diagrame cauze-efect
În practica controlului de calitate s-au impus diferite tipuri (variante)  de diagrame cauze-efect (Ishikawa) care se diferențiază în ceea ce privește structura, modul în care se organizează și se sistematizează cauzele sau scopul pentru care se utilizează diagramele. Există deci următoarele tipuri:
a) Diagrame pentru analiza variației caracteristicii de calitate. Efectul nedorit este prezentat pe partea dreaptă, la sfârșitul săgeții liniei orizontale. Echipa de brainstorming generează idei asupra cauzelor principale care pot genera efectul. Aceste cauze principale sunt desenate ca ramificații (săgeți) îndreptate spre linia trunchi orizontală. La aceste diagrame cauzele pot fi grupate pe componentele principale ale sistemului tehnologic, în cazul general pe „cei 5 M”. Pentru fiecare cauză principală, se identifică prin brainstorming cauzele secundare de diferite niveluri.  Avantajul evidențierii cauzelor variației caracteristicii de calitate la acest tip de diagrame este acela că ajută la sistematizarea și punerea în relație a factorilor de influență asupra variației.
b) Diagrame structurate pe stadii ale procesului sunt utilizate pentru clasificarea proceselor de producție. La acest tip de diagramă, linia principală (săgeata orizontală) conține etapele (operațiile) procesului de producție. Pentru fiecare etapă a procesului se atașează cauzele care pot influența calitatea. Întocmirea în prealabil a unei diagrame de flux, în care se reprezintă grafic etapele componente ale procesului de producție în vederea identificării cauzelor problemelor identificate în fiecare etapă a procesului  este deseori utilă pentru construirea diagramei cauze-efect de clasificare a procesului. Un inconvenient important este că unele cauze similare apar de mai multe ori și că acele cauze corespunzătoare combinațiilor de mai mulți factori sunt dificil de reprezentat grafic.
c) Diagrame pentru enumerarea cauzelor. Astfel de diagrame se reduc la o listă simplă a „tuturor” cauzelor posibile care afectează un anume efect - o caracteristică de calitate a produsului. După ce grupul de brainstorming a expus toate sugestiile, cauzele sunt notate și desenate ca ramuri secundare către linia principală orizontală. Se obține astfel o veritabilă diagramă Ishikawa. Avantajul acestui tip de diagramă este acela că nu este neglijată „nici o cauză” posibilă.
Diagrama cauze-efect se folosește în următoarele scopuri:
- Pentru a identifica și a structura cauzele unui efect dat.
- Se utilizează când efectul unei probleme este cunoscut însă cauzele posibile nu sunt toate clare.
- La lucrul într-un grup, pentru a dobândi o înțelegere comună a cauzelor problemei și a relațiilor acestora.
- Pentru a evidenția alte relații cauzale , de exemplu riscuri potențiale sau cauze ale efectelor dorite.
- Se folosește de preferință față de diagrama de relații, când există o problemă și cauzele sunt mai ales ierarhice.